# Locomotiva FS E.420
La locomotiva E.420 è stata una locomotiva elettrica a terza rotaia costruite per l'esercizio della ferrovia Milano-Varese-Porto Ceresio.

## Storia
La locomotiva fu ordinata per l'esercizio della linea a terza rotaia Milano-Gallarate-Varese, elettrificata nel 1901 dalla Rete Mediterranea. La locomotiva, che fu immatricolata dalla "Mediterranea" come RM.01, fu impiegata per il traffico merci; per il servizio viaggiatori, infatti, furono ordinate venti automotrici. 
Passata nel 1905 alle Ferrovie dello Stato, a fine anni Venti la locomotiva fu trasferita dalle linee varesine alla metropolitana di Napoli, impiegata anche in questo caso per il traffico merci tra la stazione di Napoli Campi Flegrei e gli stabilimenti raccordati. Con l'elettrificazione a 3000 V cc della linea napoletana, nel 1937 fu ceduta alla ferrovia Cumana, previa trasformazione dell'alimentazione (a 1200 V cc) e della presa di corrente (a pantografo), rimanendo in servizio sino al 1963.

## Tecnica
La locomotiva fu realizzata dalla General Electric riprendendo modelli già in esercizio negli Stati Uniti e in Europa; in particolare la macchina era simile alla serie E1-E8 fornita alla francese Compagnie du chemin de fer de Paris à Orléans e presentata all'Esposizione Universale di Parigi del 1900, differenziandosene per le dimensioni, minori sulla locomotiva fornita alla RM, e nei carrelli.
La locomotiva poteva raggiungere i 60 km/h; i suoi quattro motori sviluppavano una potenza di 440 kW, identica a quella delle automotrici consegnate contemporaneamente: alla velocità massima poteva trainare un convoglio di otto vetture a due assi.
Dal punto di vista estetico l'E.420 riprendeva la forma delle locomotive consegnate alla Paris-Orléans, nota come boîtes à sel: una cabina centrale tra due avancorpi, il tutto poggiante su un telaio in profilati in ferro; in profilati in ferro erano realizzati anche i carrelli.